# Montarlot-lès-Rioz
Montarlot-lès-Rioz település Franciaországban, Haute-Saône megyében. Lakosainak száma 314 fő (2022. január 1.). Montarlot-lès-Rioz Fondremand, Boult, Chaux-la-Lotière, Cordonnet, Sorans-lès-Breurey, Trésilley és Villers-Bouton községekkel határos.

## Népesség
A település népességének változása:
| Lakosok száma | 290  | 283  | 285  | 293  | 302  | 311  | 314  | 314  |
|               | 2013 | 2015 | 2017 | 2018 | 2019 | 2020 | 2021 | 2022 |